# Védikus kreacionizmus

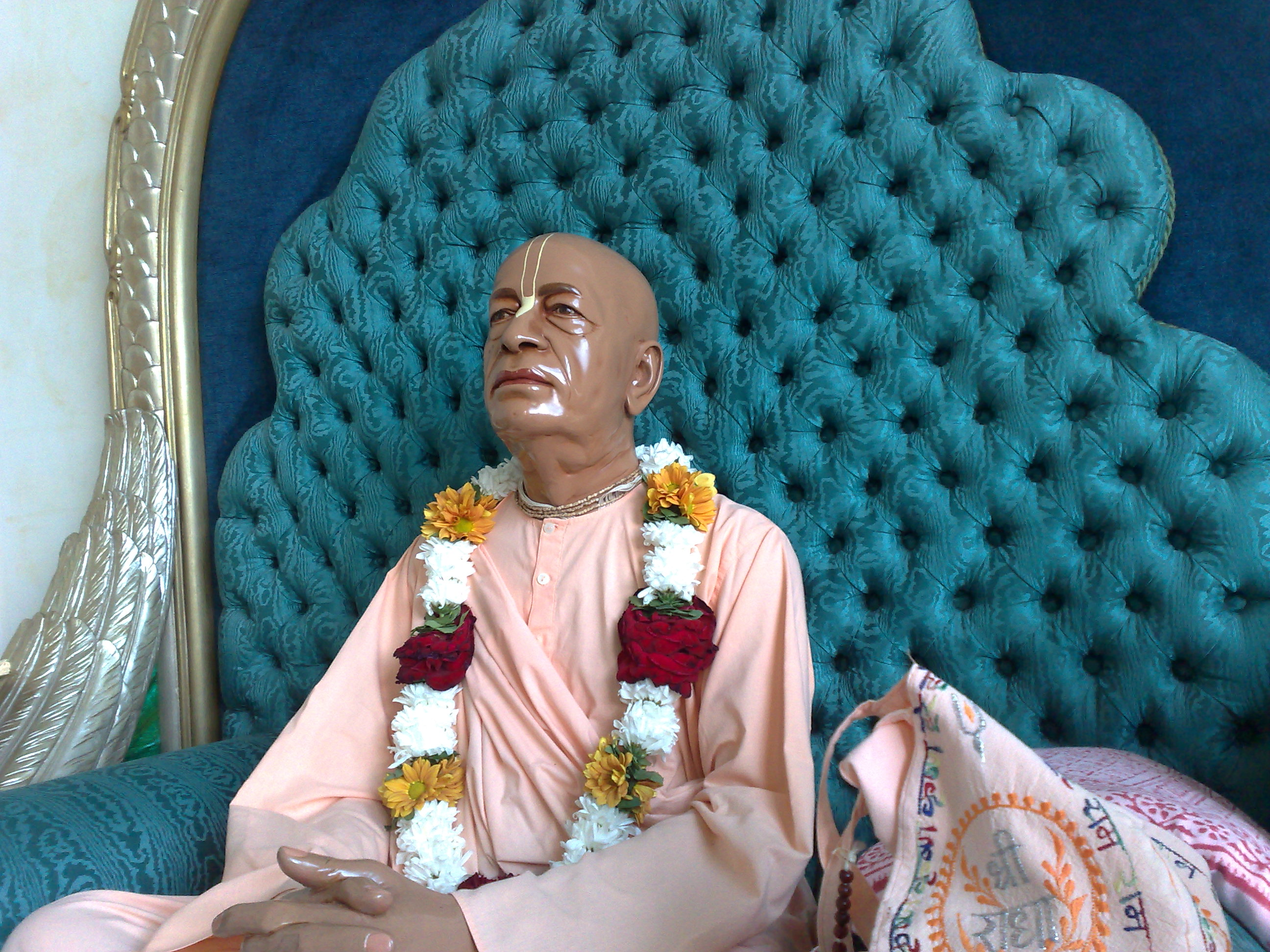
Az ISKCON alapító guruja Abhay Charan De (1896 – 1977), vagy ahogy követői nevezik: „Ő isteni Kegyelme A. C. Bhaktivedanta Swami Prabhupáda”. A Krisna-tudat Nemzetközi Szervezete elveti az evolúció elméletét.

Védikus kreacionizmusnak, Krisna-kreacionizmusnak illetve hindu kreacionizmusnak nevezik a Krisna-tudat Nemzetközi Szervezete (ISKCON) által vallott nézeteket az univerzum és az élővilág származásáról.
Az ISKCON – magyar nyelven közismert nevük: „krisnások” – egy aktívan térítő új vallási mozgalom, melyet hindu tradíciókra alapozva A. C. Bhaktivedánta Szvámi Prabhupáda alapított New Yorkban, 1966-ban. A hinduizmus sokfelé ágazó gondolatrendszer, melynek léteznek monoteista, politeista, panteista, monista és ateista áramlatai. A Krisna-tudat a hinduizmus egyistenhívő vonulatához tartozik, a bhakti hinduizmus vaisnava tradíciójának egyik ága.
Az ISKCON az evolúciót elutasító vallási csoportok közé tartozik, több tagja az evolúció és a modern evolúciós szintézis aktív ellenzője. Az ISKCON által kinyilatkoztatottnak tekintett indiai szent iratok teremtésmítoszainak az az értelmezése, melyet ők vallanak, szerintük „elfogadható, logikus alternatívát mutat” a mozgalom alapítója által értelmetlennek nevezett evolúciós elmélettel szemben.

## Védikus tudomány

### A. C. Bhaktivedanta Swami Prabhupáda nézetei
Darwin és követői gazemberek. Ha eredetileg nem léteztek magasabb rendű fajok, miért léteznek most? Továbbá miért léteznek még az alacsonyabb rendű fajok? Például ma láthatjuk az intellektuális személyt és a bolond szamarat. Miért létezik egyszerre mindkét lény? A szamár-forma miért nem evolválódott felfelé és tűnt el? Miért nem látunk soha olyat, hogy egy majom embert szüljön? A darwinisták teóriája, hogy az élet ekkor és ekkor keletkezett, értelmetlen.
Bár az evolúcióról tett megjegyzései az elmélet félreértésén alapulnak, A. C. Bhaktivedanta Swami Prabhupáda Life Comes From Life című könyve az ISKCON számára a tudományos nyelvezeten történő prédikálás alapművének számít az élet eredetét illetően.

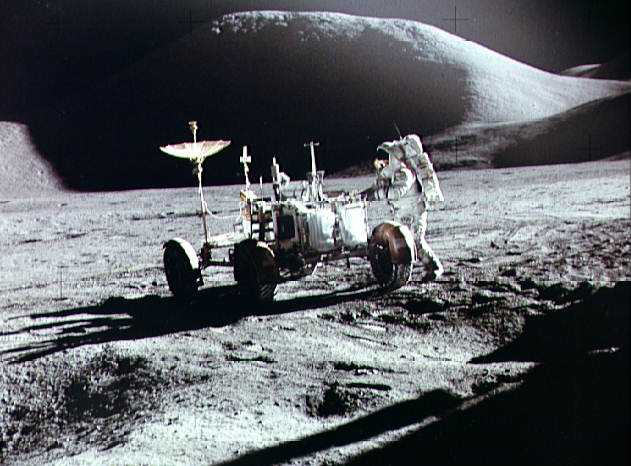
James Irwin és a Holdjáró. Az Apollo–15 küldetése a negyedik Holdmisszió volt. A Holdjárót a magyar Pavlics Ferenc tervezte.

Swami Prabhupáda, a mozgalom alapítója nem kizárólag az evolúcióval kapcsolatban fogalmazott meg kritikus kijelentéseket, hanem általánosságban is szkeptikus nézeteket vallott a modern tudománnyal kapcsolatban. Kritikusok szerint ennek egyik legjobb példáját a Holdutazással kapcsolatos megjegyzései jelentik. Amikor az Apollo–11 legénysége végrehajtotta az első Holdra szállást – melyet még öt sikeres leszállás követett – Prabhupáda több esetben is kijelentette, hogy az űrhajósok nem jártak a Holdon. Ezen kijelentését más egyéb okok mellett azzal indokolta, hogy a félistenek nem engedik az embereket magasabb bolygókra lépni, mert az embereknek nincs ehhez joguk, továbbá az űrhajósok nem érzékelték a Holdon található mennyei gazdagságot, ezért nem járhattak ott. Ezen kijelentésével később különböző eltérő értelmezésnek, racionalizációnak adott talajt követői között. Prabhupáda szerint a más bolygókra, például a Holdra vagy a Napra történő utazás különböző védikus elvek – ilyen például félistenek imádása – követésével lehetséges

### A modern tudomány védikus kritikája
Az ISKCON „védikus tudományokat” kutató és népszerűsítő tagjai – nem ritkán az alkalmazott módszerek tudományos szigorát, a modellek precizitását, a kutatók becsületességét megkérdőjelezve archeológia, orvostudomány, pszichológia, nyelvészet azon eredményeit, melyek ellentmondani látszanak a védikus iratok általuk történő értelmezésének.
Nézeteik alátámasztására azonban készek elfogadni anekdotikus, megcáfolt, áltudományos állításokat többek között UFO-észlelésekről és eltérítésekről, fosszilis anomáliákról, testen kívüli élményekről, a víz gyógyító célzattal végzett akarattal történő programozásáról, hominid kriptidekről (pl.:jetikről) és egyszerűsíthetetlen összetettségről.
A nézet képviselői a modern tudományt működésével kapcsolatban gyakran gyengeségként róják fel, hogy a tudomány elméletei, modelljei (az ismeretek bővülésével) gyakran változnak, míg véleményük szerint a védikus kinyilatkoztatások érvényessége örök, mindenre kiterjedő és abszolút. Azonban mikor a tudomány részéről nézeteik ellenőrizhetőségét, bizonyítékaik tényszerűségét, modelljeik tudományos megalapozottságát kérik számon, a tudomány és annak művelőinek előítéletességére, dogmatikusságára és merevségére hivatkoznak,
Az ISKCON több úgynevezett Bhaktivedanta Intézetet (Bhaktivedanta Institute) működtet, melyek célja a védikus írások az ISKCON általi értelmezésének és a modern tudománynak az összehasonlítása és összeegyeztetése. és az Értelmes Tervezettség Mozgalom munkatársa, aki a Bhaktivedanta Hittudományi Főiskolán tanít „védikus tudományokat”.

### A védikus tudás érvényességének alátámasztása
Az ISKCON tagjai a tudományos kérdésekben is a védikus írások, főként a Srímad Bhagavatam és a Bhagavad-Gíta, illetve az azokat magyarázó „hiteles guruk” (a tanítványi lánc, a parampará tagjai) értelmezéseit tartják irányadónak. Prabhupáda állításai szerint tagja ezen láncnak, mely az „Abszolút Igazságról” szóló hiteles tudást Krisnától eredezteti.
A modern tudományos kutatással kapcsoltban felvetik, hogy azon hiányosságok, melyekkel minden tökéletlen ember rendelkezik, név szerint
- a tökéletlen érzékek
- a hibák elkövetésére való hajlam
- az illúzióban élés
- a mások becsapására való hajlam

nem tökéletes tudáshoz, relatív ismeretekhez vezetnek, melyeken szerintük valódi tudomány nem alapulhat. A védikus gondolkodásmód ezzel szemben a felülről, az abszolút, tökéletes szintről származó kinyilatkoztatásokat, a fejlett lelki személyek által kinyilvánított tudást fogadja el igazságnak.
A Magyarországi Krisna-tudatú Hívők Közösségének guruja, Sríla Sivaramá Szvámi a következőket nyilatkozta az értelmiségiek felelősségéről:
Mindenkinek el kell fogadnia valamilyen autoritást. Legyen az az empirikus elme anarchiája vagy a kinyilatkoztatott szentírások hiteles állítása, mint amilyen a Gītā is. Ugyanolyan előjoggal választhatjuk az utóbbit, mint ahogyan egy empirista választhatja az előzőt. […] Az értelmiségi osztály felelőssége: A Legfelsőbb irányítása alatt lefoglalni magát a munkában, mindig az Úrra gondolni, és bátorítani másokat, hogy ugyanazt tegyék az Isten nevei éneklésének folyamata útján.
Szabó Péter filozófus és vallástörténész szerint az ISKCON „transzcendentális tudománya” nem marad meg a vallás szintjén, hanem tudományos világmagyarázat rangjára formál igényt. Jellegzetessége, hogy a nézet képviselői igazuk bizonyítására végső érvként a védikus irodalom vagy az azt magyarázó guru bizonyos tételeire hivatkoznak. Véleménye szerint bár Indiában természetesnek számíthat, hogy új ismeretek forrása kizárólag a guru, a nyugati kultúrkörben ez túlegyszerűsítésként hat. Az érvelés így csak azok számára bír meggyőző erővel, akik elfogadták ezt a hitre alapozott vallási konstellációt.

## Teremtés az ISKCON szerint

A „fajok eredetének” védikus modellje az ISKCON értelmezésében.

Az ISKCON értelmezésében az anyagi világ – szemben a lelki világgal – átmeneti, a teremtés ciklikus. Egy új világegyetem teremtése és elpusztítása között mintegy háromszázbillió (~3×1014) földi év telik el. Az általuk vallott nézet szerint a világban jelenleg található formák náluknál összetettebb lények segítségével, egyszerűsödéssel keletkeztek. Ezt az egyszerűsödési folyamatot nevezik „inverz evolúciónak”, más néven „devolúciónak”.
Ezen egyszerűsödési folyamat első eleme a vallás követői által többek között Krisna, Ísvara, Bhagaván neveken tisztelt „legfelsőbb lény”, aki a Gólóka nevű lelki bolygóján él, mely az anyagi világon túli, transzcendens világban foglal helyet. Ez a lény „öröktől fogva, mindentől függetlenül létezik”, ezért eredetére a hívők szerint logikailag értelmetlen magyarázatot keresni.
Elsődleges teremtés
Ezen végtelen energiával és képességekkel rendelkező személyes lény indítja el az anyagi világ kialakulásának menetét azáltal, hogy létrehozza saját másolatát, az úgynevezett elsődleges Visnu-formát (Mahá-Visnu), mely ugyan a legfelsőbb lényhez képest alárendelt helyzetben van, de ugyancsak rendelkezik természetfeletti képességekkel.

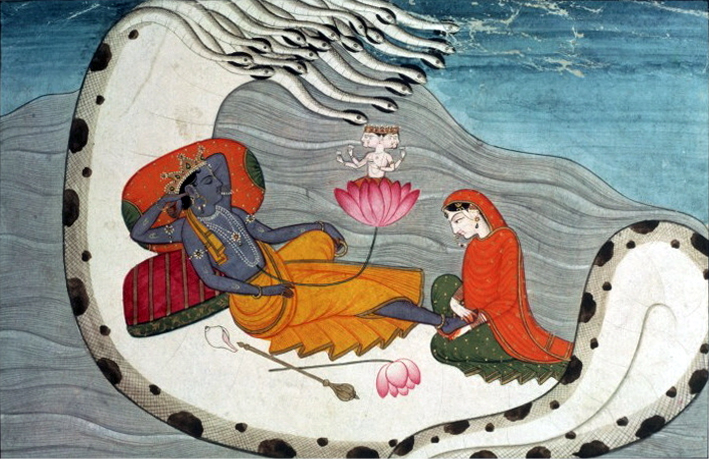
Garbhodakasájí Visnu és hitvese, Laksmi. A Visnu köldökéből fakadó lótuszvirágból származik Brahma. (Ismeretlen alkotó műve, 1870 körül.)

Ez a másolat folytatja az anyagi világ elemeinek létrehozását, pórusaiból buborékként árasztva ki magából a számtalan anyagi univerzumot, majd – másodlagos Visnu-formaként (Garbhodakasájí Visnu) – egyenként belép ezen univerzumokba, harmadlagos Visnu-formaként (Ksíródakasájí Visnu) pedig az univerzumokon belül minden egyes elembe. Visnu (a köldökéből fakadó lótuszvirágból) létrehozza Brahmát, aki nem csak a teremtés folytatására való képességet, hanem az „Abszolút Igazságra” vonatkozó védikus tudást is megkapja.
Másodlagos teremtés
Brahma az első élőlény a világmindenségben, s nem biológiai, hanem szellemi úton hozza létre a különböző testi formákat, melyből a különböző fajok már szexuális reprodukció útján alakulnak ki. Ezen fajok, melyek magukban hordozzák a különféle élőlények magvait (bidzsa), a mai Földön élő élőlényektől eltérően különböző, eltérő típusú élőlények létrehozására képesek. Azonban – mivel ezen lények teste úgynevezett „finomfizikai anyagból” épül fel – így a magvak nem tartalmaznak DNS-t, vagy más hasonló anyagot.
Brahma és utódai – a pradzsápatik – tehát képesek eltérő fajú élőlények létrehozására, s ők hozzák létre a világegyetemben található élőlényeket meghatározott számú faját.

### „Védikus fizika”
Az ISKCON védikus világszemlélete megkülönböztet úgynevezett durva és finom elemeket:
| Durva elem | Természeti törvény                                                     | Finom elem   | Durva elem finom jellemzői             | Minőség      |
| ---------- | ---------------------------------------------------------------------- | ------------ | -------------------------------------- | ------------ |
| Éter       | Teret biztosít, formák alakulnak ki benne, az elme hatást gyakorol rá. | Hang         | Hang                                   | Finom, ritka |
| Levegő     | Mozgás, keveredés. Összekötő, kiegyensúlyozó.                          | Érintés      | Hang, Érintés                          |              |
| Tűz        | Elektromágnesség, hő.                                                  | Szín – forma | Hang, Érintés, Szín – forma            |              |
| Víz        | Nedvesít, hűt.                                                         | Íz           | Hang, Érintés, Szín – forma, Íz        |              |
| Föld       | Megszilárdulás.                                                        | Illat        | Hang, Érintés, Szín – forma, Íz, Illat | Durva, sűrű  |

A „védikus fizika” szerint ezen részecskék megfeleltethetők a modern fizika által számon tartott részecskékkel.
Ezen elképzelés szerint a periódusos táblázat minden (modern tudományos értelemben vett) elemének felépítésében részt vesz az öt (védikus) durva elem: a levegő, tűz, víz, föld és az éter. A védikus és a modern elemek megfeleltetése e szemlélet szerint a következő:
- tűz: elektron[51]
- víz: proton[52]
- levegő: graviton[53]
- föld: kvark[54]
- éter: nehezen meghatározható.[55]

### Időkoncepció
A védikus kreacionizmus nézetének szószólói szerint a védikus írások időszemlélete relatív: a magasabb bolygókon az idő lassabban, a középső bolygókon ennél gyorsabban, az alacsonyabb bolygókon pedig még ennél is gyorsabban telik. A Szatjalókán, az univerzumunk legmagasabb bolygórendszerén az univerzum keletkezése és megsemmisülése (Visnu ki-és belégzése) között 100 év telik el. Ez a földi időszámítás szerint háromszáztizenegybillió-negyvenmilliárd évnek felel meg. Jelenleg ennek az időtartamnak kb. a fele telt el.
Brahma egy nappala (a kalpa) 4 320 000 évig tart, melyet egy ugyanilyen hosszú időtartamú éjszaka követ. Brahmá éjszakájának bekövetkeztekor az univerzum részleges pusztulása következik be (a világegyetemet víz árasztja el, az élőlények kihalnak), Brahmá nappalának kezdetekor pedig részleges teremtés történik. A kalpa 14 manvantra periódusból áll, mely tovább osztható 71 juga-ciklusra (Csatur-juga). A manvantra ciklusok általában részleges özönvízzel végződnek (csak az alsó és középső bolygórendszerek pusztulnak el).
A Csatur-juga további négy időszakra osztható, ezek: Szatja-juga (1 728 000 év), Tréta-juga (1 296 000 év), Dvápara-juga (864 000 év), Kali-juga (432 000 év).
| Korszak      | Időtartam (földi év) | Jellemzője                                                                                            |
| ------------ | -------------------- | --- |
| Szatja-juga  | 1 728 000 év         | Erkölcsi tisztaság, bölcsesség és vallásosság. Nincs tudatlanság és bűn.                              |
| Treta-juga   | 1 296 000 év         | A bűn megjelenése, az erkölcsösség és a vallás hanyatlásának kezdete.                                 |
| Dvápara-juga | 864 000 év           | A bűn még nagyobb méreteket ölt, vele párhuzamosan hanyatlik az erkölcsösség és a vallásosság.        |
| Kali-juga    | 432 000 év           | Tengernyi küzdelem, tudatlanság, vallástalanság és bűn, az igazi erény szinte teljes hiánya jellemzi. |

Ezen korok során egyre inkább csökken a vallásosság, és nő a „materializmus” elterjedése és az élőlények szenvedésének mértéke, mely leginkább a Kali-juga jellegzetessége. Jelenleg éppen egy Kali-jugájában élünk, melynek kezdetet óta kb. 5000 év telt el. Prabhupáda a Srímad-Bhágavatam 1.17.24 versének magyarázatában a következőket írja a Kali-jugáról:
A Kali-kor előrehaladtával az emberek rendkívül büszkék lesznek, s nagyon vonzódnak a nőkhöz és a mámorhoz. E kor hatására még a koldus is büszke a fillérjeire, a nők mindig a legvonzóbb divat szerint öltözködnek, hogy rabul ejtsék a férfiak elméjét, a férfiak pedig a borivás, a dohányzás, a teázás és egyebek rabjaivá válnak. Ezek a szokások, azaz a civilizáció állítólagos fejlődése az oka minden vallástalanságnak, így nincs remény, hogy véget vessünk a becstelenségnek, a korrupciónak és a protekcionizmusnak.
Brahmá, 100 napjának leteltével engedélyt ad Sívának az univerzum teljes mértékű elpusztítására. Az univerzum alján forróság keletkezik, melynek hatására az anyagi objektumok alkotóelemeikre bomlanak szét, majd visszatérnek a megnyilvánulatlan állapotba, Mahá-Visnu testbe, hogy egy újabb teremtési ciklus során ismét megnyilvánulhassanak

### „Védikus rendszertan”

„Védikus rendszertan” az ISKCON szerint. Feliratok Tasi és Hornyánszky (2001) alapján.

Az ISKCON elképzelései szerint a fajok változatlanul, a kezdetek óta mai formájukban lakják élőhelyeiket, egyetlen szuperintelligens őstől származnak, s egy teremtési folyamat során jöttek létre. A nézet szószólói szerint a vaisnava irodalom pontos adatokkal szolgál ezen élőlényeket illetőleg. A fajokat ezen irodalom négy osztályba sorolja annak megfelelően, hogy testük milyen körülmények között fejlődik ki:
- földből: növények
- izzadságból, gennyből: baktériumok, rovarok
- tojásból, ikrából: madarak, hüllők, halak
- méhből, embrióból: emberek, négylábúak.[64][65]

A Padma-purána alapján a „védikus rendszertan” nyolcmillió négyszázezer fajt különít el. A tudományos rendszertan terminológiájában a változat, forma, típus, fajta és faj kifejezések különböző taxonómiai kategóriákat jelölnek, míg a „védikus taxonómiát” ismertető források nem tesznek különbséget ezen kategóriák között. Mivel a források terminológiája különböző, ezért az alábbiakban több interpretáció is ismertetésre kerül:

| forrás → szám ↓ | A természet IQ-ja    | Inverz evolúció                                  | Ahol megáll a tudomány          | „…Vagy itten csak az ember öltözik át?”   | Idegenek – Az ufókutatás védikus gyökerei                                          | Hinduism and Science                                 | Śrīmad Bhāgavatam 2.9.2. (magyarázat)c. |
| --- | -------------------- | ------------------------------------------------ | ------------------------------- | ----------------------------------------- | ---------------------------------------------------------------------------------- | ---------------------------------------------------- | --------------------------------------- |
| Kilencszázezer | típusú vízi élőlény  | faj él a vízben                                  | féle vízben élő élőlény         | vízi élőlény                              | más életforma, amibe beleértik a növényeket és az alacsonyabbrendű állatfajokat is | forms of life in the water                           | fajta vízben élő test                   |
| Kétmillió | növényfaj            | mozdulatlan élőlény, ilyenek a fák és a növények | fajta növény                    | növénya                                   | más életforma, amibe beleértik a növényeket és az alacsonyabbrendű állatfajokat is | forms of trees and other plants                      | fajta növény                            |
| Egymillió egyszázezer | rovar és csúszómászó | csúszó-mászó, féreg és rovar faj                 | fajta rovar, puhatestű és hüllő | hüllő és puhatestű                        | más életforma, amibe beleértik a növényeket és az alacsonyabbrendű állatfajokat is | species of small living beings, insects and reptiles | különböző fajta puhatestű és hüllő      |
| Egymillió | madárfaj             | madárfaj                                         | féle madár                      | madár                                     | más életforma, amibe beleértik a növényeket és az alacsonyabbrendű állatfajokat is | species of birds                                     | fajta madár                             |
| Hárommillió | négylábú             | négylábúaknak ~ változata                        | négylábú                        | egyéb faji kategóriába sorolható létforma | más életforma, amibe beleértik a növényeket és az alacsonyabbrendű állatfajokat is | varieties of beasts                                  | egyéb állati […] létforma               |
| Négyszázezer | féle emberi létforma | emberi faj                                       | féle emberi test                | emberi faj                                | emberszerű faj; humanoidb                                                          | human species                                        | fajta emberi létforma                   |
| a A forrás kétmillió-hatszázezer növényt említ. b A szerző megjegyzi, hogy a humanoid szót használja mind a védákban leírt lényekre, mind azon lénykre, melyekről az UFO-beszámolók szólnak. c A mű eredeti, angol nyelvű változatában a puhatestű és hüllő megjelölés helyén férgek és hüllők (worms and reptiles) szerepel. Ezen kívül az eredeti változat csak a madarak formáinak számát és a testek összes változatának számát ismerteti. Az itt ismertetett leírás a magyar változat alapján készült. |                      |                                                  |                                 |                                           |                                                                                    |                                                      |                                         |

A nézet képviselői védikus írásokból következtetve felállították az élőlények sorrendjét azok fejlettségi szintje alapján. Eszerint az élőlények egy csoportja bizonyos tulajdonságok megléte alapján jobb a rangsorban alatta helyet foglaló élőlénycsoportnál.
| Test típusa | Magasabbrendűség oka                     |
| --- | ---------------------------------------- |
| Élettelen kövek | –                                        |
| Kristályok | növekszenek, a lélek jelen van bennük    |
| Bacilusok, egysejtűek | a tudat jelen van bennük                 |
| Fák (növények) | jelen van bennük az érzékfelfogás        |
| Halak | kifejlődött bennük az ízlelés érzéke     |
| Méhek (rovarok) | kifejlődött a szaglás érzéke             |
| Kígyók (hüllők) | kifejlődött a hallás érzéke              |
| Madarak | különbséget tudnak tenni a formák között |
| Négylábú állatok (ragadozók, növényevők) | kifejlődött az alsó és a felső fogsor    |
| Emberi lények | Rendelkeznek szabad akarattal            |
| Az embernél fejlettebbek: |                                          |
| Szellemek (mert nincsen testük) → Gandharvák → Siddhák → Kinnarák → Asurák → Devák (félistenek, például Indra) → Siva → Brahmá → Az Istenség Legfelsőbb Személyisége |                                          |

A nézet szerint az élő organizmus megnyilvánulásai a kristályokban is jelen lehetnek, erre utal, hogy növekedni képesek, ezért a közönséges köveknél magasabb rendűek, a lélek jelen van bennük. A bacilusok és az egysejtűek már rendelkeznek tudattal, ezért fejlettebbek a kristályoknál. A növényekben érzékfelfogással bírnak (például szerintük a fák a látás és szaglás képességével is rendelkeznek, mivel növekedésük során képesek kikerülni az akadályokat). A fáknál jobbak a halak, mivel az ízek érzékelésének képessége jelen van bennük. A méhek (rovarok) a halaknál is fejlettebbek, mert képesek érzékelni az ízeket. A kígyók (hüllők) viszont a hangokat is képesek hallani. A madarak képesek különbséget tenni a formák között, ezért jobbak a hüllőknél. A négylábúak viszont a madaraknál is jobbak, mivel kifejlődött náluk az alsó és a felső fogsor. Az emberi lények azonban minden más állati létformánál magasabb rendűek.
A szellemeket az embernél magasabb rendűnek tartják, mivel ezeknek nincsen anyagi testük. A szellemeknél a gandharvák magasabb rendűek a Siddhák, őket pedig a kinnarák követik. A kinnarák után az asurák (ateista démonok, az isteni rend ellen lázadó lények) következnek, őket a devák (az ISKCON értelmezésében félistenek) követik, akik közül Indra a legfelsőbb. Indrát Siva, őt pedig Brahmá követi. Az Isten Legfelsőbb Személyiségénél (ez az ISKCON értelmezésében Krisna) Brahmá is alacsonyabb rendű.

### „Védikus anatómia”
A védikus anatómia szerint minden élőlény „durva fizikai testét” az öt durva anyagi elem: a föld, tűz, a víz, a levegő és az éter kombinációja alkotja. A test hét részre tagolódik:
- a bőr, hús, vér, zsír, csont alkotói a föld, a víz és a tűz,
- az életlevegőt pedig levegő és éter alkotja.[64][73]

A „finom fizikai test” ezen elképzelés szerint nem ér véget a durva fizikai test határánál, hanem folytatódik ezen kívül is. Ezt a kilógó részt aurának nevezik. Az aura felépítése réteges, legbelső része képzi a durva anyagi test alapját, ezért ennek még étertest a megnevezése. Állításuk szerint az aura azon első két rétege, mely a durva anyagi testen kívül helyezkedik el, az emberi megfigyelő számára is viszonylag könnyen érzékelhető. Bár kívül esik a látható fény hullámhosszán, azonban „ráhangolódással”, a durva érzékek finomításával magunk is láthatjuk az aurát, s a fényképezése is lehetséges.

### Az élővilág változékonysága
Bár az élőlények örökíthető jellemzőinek nemzedékről nemzedékre történő fokozatos változását például a szelektív tenyésztésből származó megfigyelések esetében elismerik, azonban szerintük ezen élőlények „alapvető felépítésüket” még földtörténeti korszakokon keresztül sem változtatják meg, evolúció az ISKCON nézete szerint nem játszódik le. A nézet szerint a világban található fajok száma változatlan, se nem csökken, se nem növekszik. Ha bizonyos fajok a Földön ki is halnak, a világegyetem más tájain – más bolygókon – tovább léteznek.

### Élet más bolygókon, a földi ember származása

Richard L. Thompson szerint a sötét ruhás emberek beleillenek a védikus irodalomban tamo-gunának, a „sötétség állapotának” nevezett kategóriába.

Az ISKCON szerint ugyanis léteznek olyan lakható bolygók, melyek számunkra láthatatlanok, mivel ezek anyagi összetétele más, mint az általunk érzékelhető anyagé.
A védikus kreacionista nézet szerint tehát léteznek bizonyos emberfeletti lények az univerzumban, akik a legfelsőbb lénytől, Brahmán keresztül kapott tulajdonságaiknak köszönhetően képesek a genetikai információ manipulálásával maguktól eltérő fajú fizikai testeket készíteni. Ezen lények a bolygóközi utazásra is képesek.
Richard L. Thompson (Sadáputa dásza) Idegenek – Az ufókutatás védikus gyökerei című könyvében áttekintést ad az UFO-jelenségekről: számot vet többek között a földönkívüliekkel történt találkozásokról, eltérítésekről, a sötét ruhás emberekről („Men In Black”), a kormányzati összeesküvés-elméletekről, majd felvázolja az általa feltételezett hasonlóságot ezen jelenségek és a védikus írásokban leírtak között, az emberiség és a földönkívüli civilizációk több ezer éves kapcsolatára utalva.
Thompson felveti, hogy a törzsi társadalmakban a felsőbb lényekkel való kapcsolattartás ma is létező jelenség, az ősi védikus civilizációban a nem emberi fajokkal való diplomáciai kapcsolat szilárd talajon állt, teljességgel normális és elfogadott dolog volt (lásd:paleokontakt). Ma azonban az idegen lények oly módon teremtenek kapcsolatot a Föld bolygó emberei lényeivel, hogy annak kevés tárgy bizonyítékát lehet látni – azon bizonyítékokat, melyek mégis hitelesítenék a találkozásokat, a nemzeti katonai és titkosszolgálati ügynökségek, továbbá maguk az idegenek is igyekeznek eltüntetni.
Thompson szerint a földön ma élő ember és a déva nevű, különleges képességekkel felruházott, isteni természetű faj (az ISKCON értelmezésében ők a félistenek) a devolúciós láncban közös ősön osztozik, köztük többször létrejöttek házasságok. A dévák szoros rokonságban állnak még az az isteni rend ellen lázadó aszurákkal.), akikkel Svargalokán háborút is vívtak.

### A lélek és a test kapcsolatáról

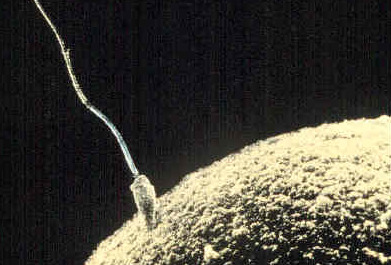
A lélek az az apa spermájával kerül bele az anya méhébe.

Az ISKCON felfogása az anyagról és élet viszonyáról vitalista: az élőlények alkotóelemei a fizikai test, az ennél finomabb elme és az anyagtalan, transzcendentális lélek. Értelmezésükben az életjelenségeket ezen anyag felett álló lélek jelenléte eredményezi. Az ind filozófia átmá (lélek, lélegzet) fogalma az ISKON értelmezésében a testtől függetlenül létező lélekre utal, mely a test halálával újabb testbe költözik, a személy azonban ezen folyamat során nem változik.
Maga az átmá egy lelki atom, mely kisebb az anyagi atomnál, mérete a hajszál keresztmetszetének tízezred része.
E felfogás szerint a lelkek száma végtelen, s egy örökké létező, tökéletes világból származnak. A lelki világ, annak jelenségei és lakói számunkra láthatatlanok és érzékelhetetlenek, mivel a „szuperdimenzionális világ” részét képzik, s messze a saját világegyetemünk határán túl helyezkednek el.
Ebben a felsőbbrendű világban a lelki részecskék soha véget nem érő élvezetekkel teli életet élnek, állandó örömteli tevékenységet végeznek, céljuk a Legfelsőbb Személy odaadással teli szolgálata.

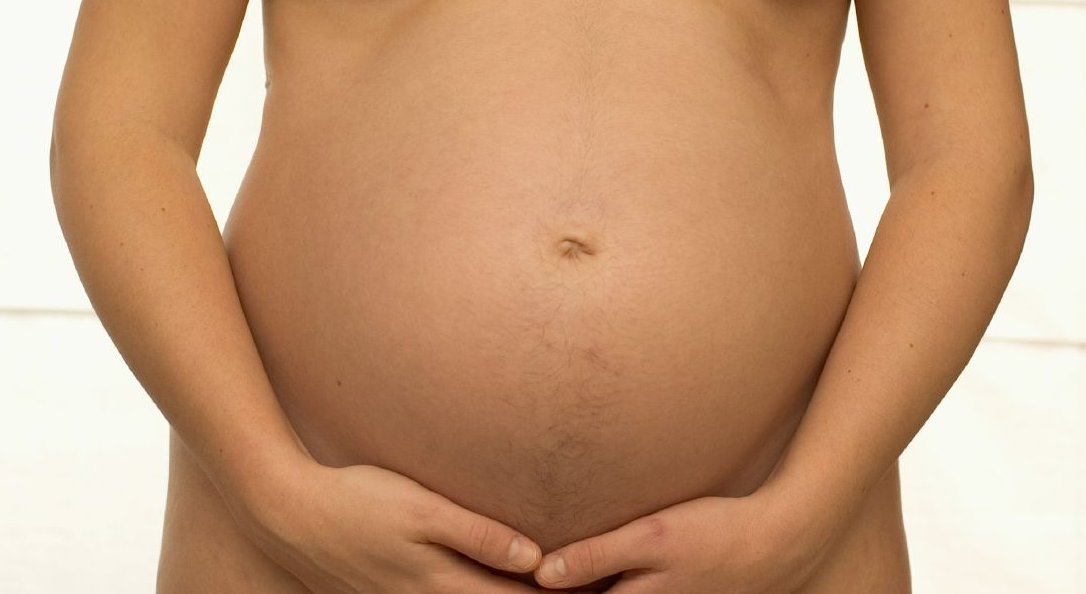
A Srímad Bhágavatam szerint az újjászületés fájdalmas, szenvedéssel teli dolog, mely már a méhben elkezdődik.

Ezen nézet szerint minden élőlény lelke egyszer a Legfelsőbb Lényt feledve, az önzés filozófiájával beszennyezve az egyéni élvezet érdekében az anyagi világot választotta, azaz felébredt benne a vágy, hogy a Legfelsőbb Lénytől függetlenül próbálja élvezni létezését. A „bűnbeesés” védikus felfogása szerint a lélek e helytelen döntése következtében kerül az anyagi világba, ahol a lélekvándorlás során változatos anyagi testekben lehetőséget kap megismerni az anyagi világ nyújtotta tapasztalatokat. Az anyagi világ megteremtése azért történik, hogy a Krisna lehetőséget biztosítson ezen lelkek számára önző hajlamaik kiélésére.
Az átmá és az anyagi test kapcsolatáról a Srímad Bhágavatam alapján vonnak le következtetéseket. Eszerint a lélek menedéket keres az apa spermájának egy sejtjében, mely ezután a pénisz segítségével az anya méhébe kerül. Nem mindegyik hímivarsejt tartalmaz átmát, a petesejtet megtermékenyíteni csak az a spermium képes, melyben megtalálható a lélek. Az élőlények teste a születés előtt már – finom formájában – létezik, születéskor ez a finom forma válik durva formában láthatóvá. A védikus írások szerint az újjászületés fájdalmas, szenvedéssel teli dolog, melynek ismétlődő ciklusából jobb kiszabadulni. A Srímad Bhágavatam már a magzati életben is szenvedésről beszél: a méhet „ürülékkel és vizelettel teli undorító üregnek” írja le, mely „különféle férgek táptalaja”. Ezen férgek „ugyanabból a szennyes hasüregből születtek”, s a gyermek testét „szünet nélkül rágják”. Emiatt a gyermek „borzalmas kínokat szenved el”, s „pillanatonként elveszíti az eszméletét”.
A reinkarnáció „ranglétráján” a nyolcmillió egyedik „lépcsőfok” a Földön élő emberi faj.
Azt, hogy a lélekvándorlás során az átmá milyen testben születik újjá, nagyban befolyásolja a karma, az, hogy az ember a halál pillanatában mire gondol. A gondolatokat a halál pillanatában pedig – e nézet szerint – az határozza meg, hogy az ember élete során milyen tudatállapotot alakított ki. A nem emberi élőlények esetében – szabad akarat hiányában – a reinkarnáció nem függ a karmától, hanem automatikusan játszódik le. A lélekvándorlás folyamatának szervezésével a Pitrloka bolygó áll kapcsolatban, ahol a Pitáknak nevezett ősapák élnek.
Bár az emberszerű fajok közül az embert tartja a legkevésbé fejlettnek, ezen gondolatrendszer fontos szerepet tulajdonít az emberi testben történő inkarnációnak. Szerintük még a magasabb bolygókon élő fejlett félistenek is emberként szeretnének megszületni, mivel az emberi testben történő újjászületés az a ritka lehetőség, melynek során ki lehet szabadulni a lélekvándorlás körforgásából, s a lélek visszajuthat a lelki világba Istenhez.

## „Tiltott régészet”
| Michael Cremo („Ő Kegyelme Drutakarmá Prabhu”) | Richard L. Thompson („Sadaputa Dasa”) |

Az ISKCON védikus világképének bizonyítására és hirdetésére jött létre a Bhaktivedanta Institute, melynek munkatársai Michael Cremo és Richard Thompson.
Nyolc évnyi kutatómunka eredményeként 1993-ban kiadták Forbidden Archeology: The Hidden History of the Human Race (Tiltott régészet – Az emberi faj rejtélyes eredete – magyarul csak a rövidített változata, Az embri faj rejtélyes eredete – A tudomány titkainak szenzációs leleplezése! jelent meg) című könyvüket. E kötetben nézetük szerint alátámasztják a védikus írások azon értelmezését, miszerint az ember jelenlegi formájában sokkal régebb óta lakja a Földet, mint amennyire a modern tudományos kutatás eredményeiből, például az archeológiai, paleontológiai és genetikai bizonyítékokból következtetni lehet.
A szerzők bevezetik a tudásszűrő fogalmát, mely szerint azon bizonyítékokat, melyek alátámasztanák a védikus elméletet, miszerint az emberiség mai formájában már kb. 300 millió évvel ezelőtt jelen volt a Földön, a tudományos közösség az elmúlt százötven év során – szándékosan és nem szándékosan – eltünteti, figyelmen kívül hagyja, eltorzítja, meghamisítja, mivel ezen bizonyítékok ellentmondanak tudományos establishment által mesterségesen fenntartott, jelenleg uralkodó „materialista” világmagyarázatnak, mely mögött politikai és gazdasági érdekek működését látja.
Cremo és Thompson műveit (hasonlóan Erich von Däniken és Graham Hancock munkásságához) a tudományos közvélemény áltudománynak, pszeudoarcheológiának tekinti.
Cremo legújabb könyve, a Human Devolution: A Vedic Alternative to Darwin's Theory („Emberi devolúció – A darwini elmélet védikus alternatívája”, a magyar változat megjelenését a Védikus Tudományok Kutatóközpontja 2007 végére ígérte) a védikus kreacionizmus alátámasztására a Tiltott régészet „bizonyítékait” a paranormális jelenségek irodalmával kapcsolja össze. Kritikusai megjegyzik, hogy bár értékelése szerint tudományos alternatívát kínál Darwin elméletére, szinte minden bizonyítéka extraszenzoros érzékeléssel, hit-gyógyítással, reinkarnációval, születés előtti élményekkel és más hasonló paranormális jelenségekkel kapcsolatos leírásokból származik.
2007-ben a Magyarországi Krisna-tudatú Hívők Közösségének felsőoktatási intézete, a Bhaktivedanta Hittudományi Főiskola Cremo-t „tudományos munkásságáért” a Tudomány és Teológia Tiszteletbeli Doktorává avatta.

## Kapcsolata az intelligens tervezés mozgalmával

### Az intelligens tervezés mozgalma, rövid története
Az 1980-as évek közepén az Egyesült Államokból indult intelligenstervezés-mozgalom szerint a molekuláris biológia utóbbi évtizedekben bekövetkezett fejlődése rámutatott az élőlények komplexitására, mely leginkább egy intelligens tervező tevékenységével magyarázható, azonban a mozgalom kritikusai, továbbá bírósági döntések rávilágítanak arra, hogy a intelligens tervezés az Amerikai Egyesült Államok közoktatásának természettudományos tantervéből egyre inkább kiszoruló vallásos kreacionizmus, majd teremtéstudomány egyszerű átcímkézése, melyet az 1968-as Epperson kontra Arkansas illetve az 1987-es Edwards kontra Aguillard perhez hasonló bírósági döntések sorozata kényszerített ki (lásd az intelligens tervezés története című szócikket).
Az intelligens tervezés nézetét a tudományos közvélemény egyértelműen a vallásos kreacionista mozgalmak közé sorolja; ezen véleménnyel egybecseng a Kitzmiller kontra doveri iskolaszék per ítélete is, mely a vallási csoportoktól megkülönböztethetetlennek ítélte nézeteiket,
Az intelligens tervezés mozgalmának társadalmi, kulturális és politikai célkitűzéseiről az 1999-ben kiszivárgott Ék-dokumentum ad tájékoztatást.

### Védikus kreacionizmus és intelligens tervezés

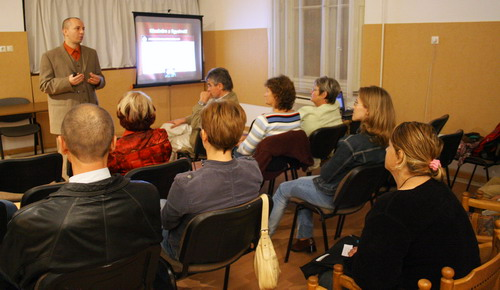
Tasi István a „MitNemTudás Egyeteme” elnevezésű körúton népszerűsíti Mi van, ha nincs evolúció című könyvét.

Az eredendően fundamentalista keresztény gyökerű neokreacionista intelligenstervezés-mozgalom bibliai kreacionista szószólói és a védikus kreacionizmus képviselői gyakran nyújtanak támogatást egymásnak.
A Selman kontra Cobb Megyei Iskolakörzet per során – melyhez a körzet iskolaszékének azon döntése vezetett, miszerint az evolúciót tárgyaló tankönyvekre egy figyelmeztető cédulát kell ragasztani, mely szerint az evolúció „csak egy elmélet” és „nem tény” – az ISKCON helyi szervezete támogatásáról biztosította az iskolaszéket, a bírósághoz intézett levelében kifejtve, hogy nem érzik úgy, hogy a cédula előnyben részesítené a keresztény vallást saját nézeteikkel szemben.
Phillip E. Johnson amerikai jogászprofesszor – akit gyakran az intelligenstervezés-mozgalom atyjának tekintenek – elismerő hangvételű véleményt és Előszót írt Cremo és Thompson Tiltott régészet című könyvéhez.
Hasonlóképpen, a Hornyánszky Balázs és Tasi István az intelligens tervezés mellett érvelő, az evolúció elméletével szemben a védikus kreacionizmust alternatívaként bemutató A természet IQ-ja című könyvéhez a keresztény kreacionista Jeszenszky Ferenc fizikus (az ÉRTEM tiszteletbeli elnöke) írt előszót.

## „Tudományos prédikáció” Magyarországon
Tasi István (Isvara Krisna dász) kultúrantropológus, vaisnava teológus és Krisna-tudatú szerzetes a 2001-ben alakult magyarországi Értelmes Tervezettség Mozgalom (ÉRTEM) gyakori szószólói közé tartozik, s 2008-ig az egyesületet vezetője is volt.
Az ISKCON számára fontos eszközt jelent az úgynevezett „tudományos prédikálás” (scientific preaching), azaz a tudósok és hibás tanításaik leleplezése, Isten létezésének tudományos elismertetése, annak elfogadtatása, hogy Krisna az élet eredete, s a valódi védikus igazságok bemutatása tudományos terminusokban.
A Tasi István vezette Védikus Tudományok Kutatóközpontja először 2005-ben, majd 2008 elején is plakátkampányt szervezett, melynek során Budapest különböző pontjain az evolúció kétségbevonására buzdító plakátokat helyeztek el.
Tasi István (Isvara Krishna dasa),
 Dandavats.Com, 2008. február 16.
Tasi publikációiban, előadásaiban gyakran hivatkozik a Michael Behe nevéhez köthető egyszerűsíthetetlen összetettség nézetére, mely az intelligens tervezés kritikusai, továbbá a Kitzmiller kontra doveri iskolaszék per ítélete szerint is a biológiai rendszerek működésének félreértésén alapszik, s az érvelés alacsony színvonala az egyszerűsíthetetlen összetettséget a nemtudás, mint érv tökéletes mintájává teszi. Az egyszerűsíthetetlen összetettség tudományos értelemben tehát teljességgel súlytalan.
A már említett A természet IQ-ja című könyv mellett Tasi István jegyzi a Mi van ha nincs evolúció? – Intelligens tervezés: egy életrevaló elmélet című kiadványt is (2007). A könyvet megjelenése után a MitNemTudás Egyeteme című bemutató körútján népszerűsítette tíz magyarországi városban, egyetemeken és könyvtárakban.
2008. február 16-án a Dandavats weboldalon beszámol arról, hogy a magyar média érdeklődéssel fogadja nézeteit, több riport és interjú készült vele a könyv kiadásának alkalmából. Említést tesz arról is, hogy az intelligenstervezés-mozgalom magyarországi ága a könyvvel kapcsolatos információkat és megrendelőlapokat küld szét 400 magyarországi középiskolába az ott tanító biológiatanárok részére. Végül szót ejt arról is, hogy előadásai közben gyakran az intelligens tervező személyére és a teremtés módszerére terelődik a szó, mely során számot adhat a védikus szövegek igazságában való személyes hitéről, továbbá megjegyzi, hogy véleménye szerint a tudományról és intelligens tervezésről folytatott beszélgetések bevezetőként szolgálhatnak mélyebb prédikációs témákba. A Magyarországi Krisna-tudatú Hívők Közössége a 2007-es évi eseményeket összefoglaló videójában Tasi könyvét „tudományos prédikálásként” mutatja be.

## Kiadványok
- A.C. Bhaktivedanta Swami Prabhupada. Life Comes From Life. Bhaktivedanta Book Trust (1978). ISBN 0892131004

- Thompson, Richard L.. Vedic cosmography and astronomy. Bhaktivedanta Book Trust (1989). ISBN 9780892132690

- Thompson, Richard L.. Idegenek - Az ufókutatás védikus gyökerei. Budapest: Kornétás kiadó (1996). ISBN 9637843450
- Cremo, Michael A., Thompson, Richard L.. Az emberi faj rejtélyes eredete. Hare Krisna Központi Iroda, Gouranga Media (1997). ISBN 9630494817

- Siku Andrea. Inverz evolúció. A darwini elmélet a Védák fényében. Budapest: Tejút Bt.. ISBN nincs megadva (1997)

- Tasi István. Ahol megáll a tudomány. Somogyvámos: LAL Kiadó, Bhaktivedanta Kulturális és Tudományos Intézet. (a katalógusokban formailag hibás ISBN-nel szerepel) ISBN 963863410 (1999)

- Tasi István (szerk.). Darwin majmot csinált belőlünk? - Súlyos kétségek az evolúcióelmélettel kapcsolatban. Budapest: Gauranga Media (1999). ISBN 9630368692

- Hornyánszky Balázs, Tasi István. A természet IQ-ja. Budapest: Kornétás Kiadó (2002). ISBN 9639353094

- Tasi István. Mi van, ha nincs evolúció? Intelligens tervezés: egy életrevaló elmélet. Budapest: Kornétás Kiadó (2007). ISBN 9789639353633